# 1813 w sztukach plastycznych
Wydarzenia w sztukach plastycznych i wizualnych w 1813 roku.

## Urodzeni
- 6 maja - Bernhard Afinger (zm. 1882), niemiecki rzeźbiarz
- 5 czerwca - Édouard Baldus (zm. 1889), francuski fotograf
- 13 lipca - Theophil Edvard Hansen (zm. 1891), duński architekt
- Abraham Hulk - (zm. 1897), angielski malarz
- (prawdopodobny rok urodzenia) Oscar Gustave Rejlander (zm. 1848), brytyjski fotograf

## Zmarli
- 31 maja - Wincenty de Lesseur (ur. 1745), polski malarz
- 22 czerwca - Anton Graff (ur. 1736), niemiecki malarz
- 4 września - James Wyatt (ur. 1746), angielski architekt
- Alessandro Longhi - (ur. 1733), wenecki malarz i grafik